# Lančov
Lančov település Csehországban, a Znojmói járásban. Lančov Štítary, Chvalatice, Starý Petřín, Podmyče és Vranov nad Dyjí településekkel határos. Lakosainak száma 210 fő (2024. január 1.).

## Népesség
A település lakosságának változását az alábbi diagram mutatja:
| Lakosok száma | 427  | 442  | 454  | 333  | 274  | 251  | 229  | 220  | 211  | 210  |
|               | 1869 | 1890 | 1921 | 1950 | 1980 | 2001 | 2017 | 2019 | 2022 | 2024 |